# 弄玉
弄玉，中国神话人物，相传是春秋时期秦穆公的女儿。
蕭史善于吹簫，能使得孔雀、白鶴听音至庭重。秦穆公之女，字弄玉，喜欢他，秦穆公于是把女儿嫁给他。每天教弄玉学习簫区鳳鳴，过了數年，吹得很像鳳聲，鳳凰來停在他屋上。秦穆公為作鳳臺，夫婦住在上面，好几年都不下。一天，都隨鳳凰飛去，所以秦人在雍宮中建立了鳳女祠，祠中時時有簫聲。

## 圖集

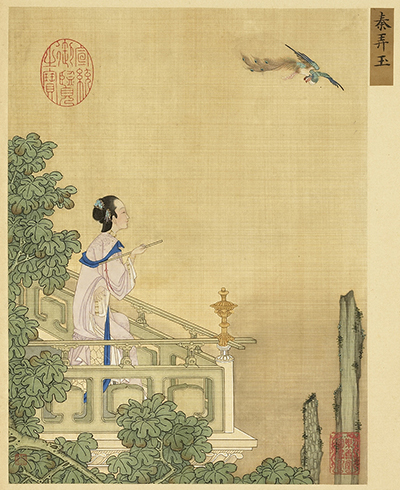
《畫麗珠萃秀》
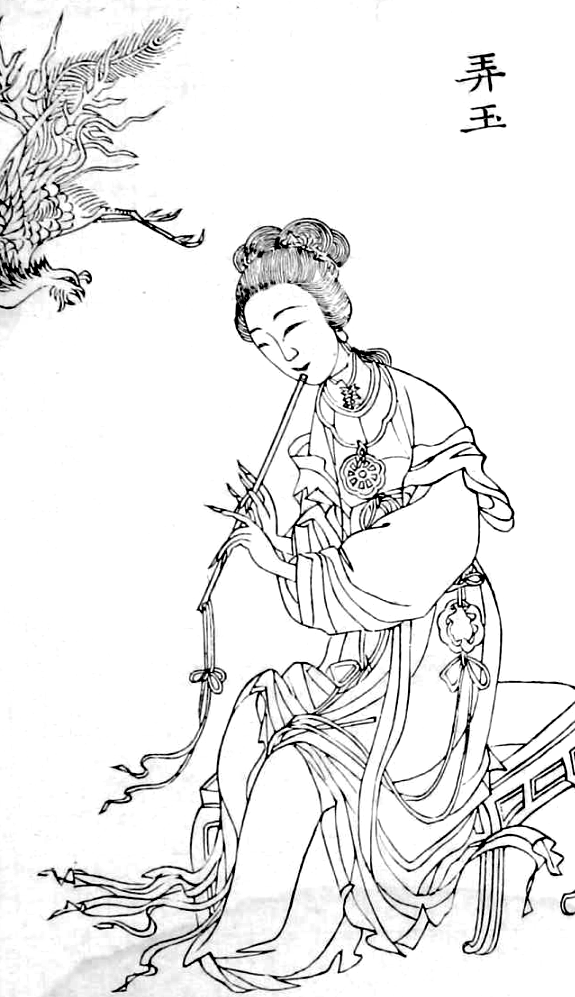
《百美新咏图传》
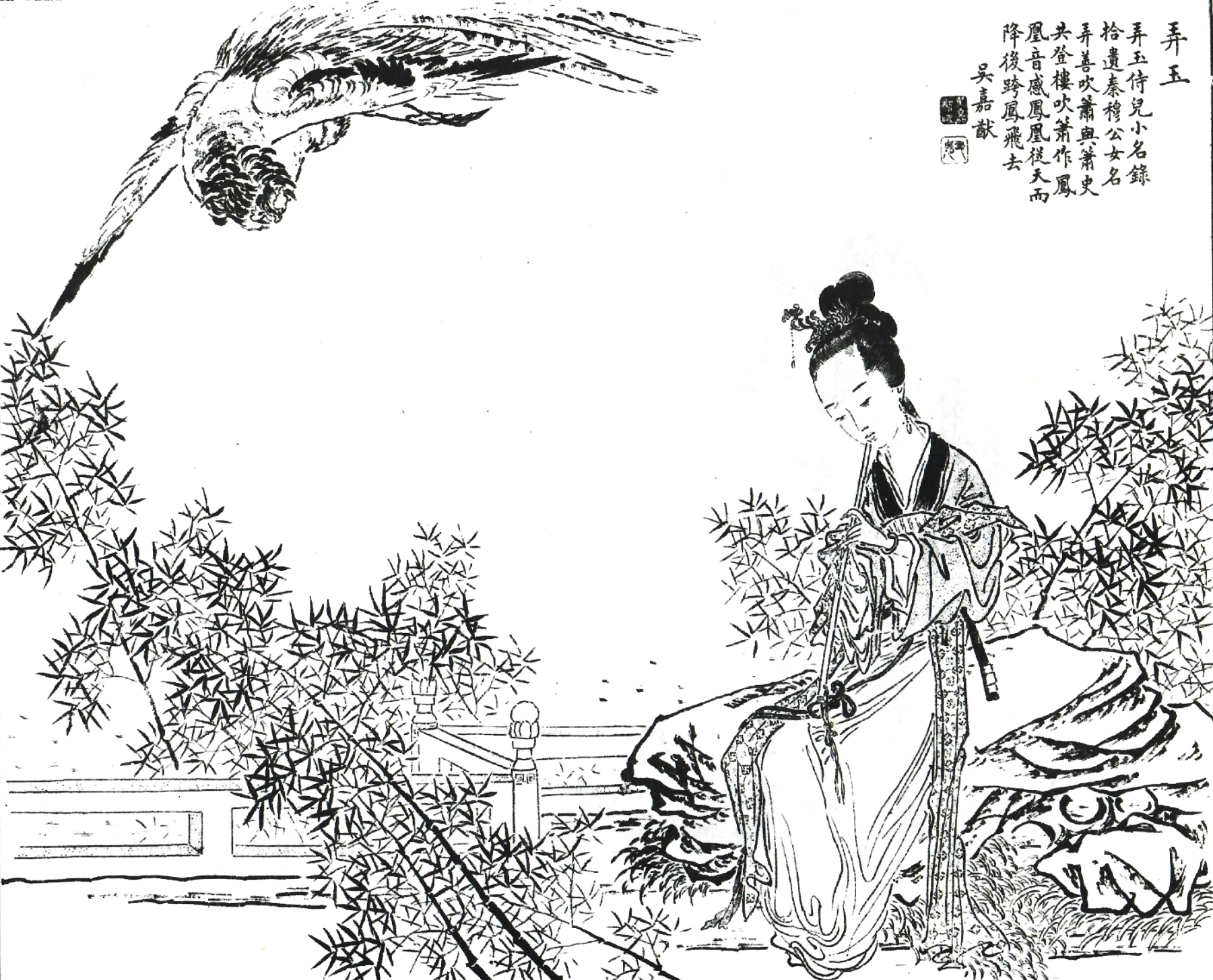
《古今百美圖》